# Siris (Szardínia)
Siris település Olaszországban, Szardínia régióban, Oristano megyében. Lakosainak száma 227 fő (2023. január 1.). Siris Masullas, Morgongiori és Pompu községekkel határos.

## Népesség
A település lakossága az elmúlt években az alábbi módon változott:
| Lakosok száma | 229  | 231  | 227  |
|               | 2017 | 2018 | 2023 |